# Peter De Clercq
Pour les articles homonymes, voir De Clercq.
Peter De Clercq (né le 2 juillet 1966 à Oudenaarde) est un coureur cycliste belge des années 1980-1990.

## Biographie
Professionnel de 1988 à 1996, il remporte notamment une étape sur le Critérium du Dauphiné libéré et à deux reprises À travers le Morbihan. En 1992, il remporte sur le Tour de France la 20e étape entre Blois et Nanterre.

## Palmarès

### Palmarès amateur
- 1986
  - 3e du Tour de la province de Liège
- 1987
  - Circuit du Hainaut
  - Internationale Wielertrofee Jong Maar Moedig
  - 2e de Liège-Bastogne-Liège amateurs
  - 2e du Circuit Het-Volk amateurs

### Palmarès professionnel
- 1988
  - Grand Prix Beeckman-De Caluwé
- 1989
  - 1re étape du Tour méditerranéen
  - 7e étape du Critérium du Dauphiné libéré
  - 1re étape du Tour de la Communauté européenne
  - Heusden Limburg
  - 2e du GP Forbo
  - 2e du Grand Prix d'Isbergues
  - 3e de la Course des raisins
- 1990
  - Ruddervoorde Koerse
- 1991
  - Grand Prix de la ville de Zottegem
  - 4e étape du Tour d'Aragon
  - 1re étape du Tour d'Armorique
  - 2e de À travers le Morbihan
- 1992
  - 20e étape du Tour de France
  - À travers le Morbihan
  - Route Adélie de Vitré
  - Tour d'Armorique :
    - Classement général
    - 1re étape

  - 5e étape du Tour de Galice
  - 2e de Nokere Koerse
  - 3e de la Coupe Sels
- 1993
  - 4e étape du Tour de Grande-Bretagne
  - 2e du Circuit Escaut-Durme
  - 2e du Tour d'Aragon
- 1994
  - À travers le Morbihan
  - 1reb étape de la Route du Sud
  - Nokere Koerse
  - Circuit des frontières
  - 2e du Samyn
  - 2e du Tour d'Armorique
- 1995
  - Grand Prix de Rennes
  - 2e du Circuit du Pays de Waes
  - 3e du Grote Prijs Dr. Eugeen Roggeman

### Résultats sur le Tour de France
6 participations
- 1990 : 137e
- 1991 : 137e
- 1992 : 123e, vainqueur de la 20e étape
- 1993 : 132e
- 1994 : 82e
- 1995 : hors délai (9e étape)